# Hypotension orthostatique
 Mise en garde médicale
L'hypotension orthostatique est définie par une chute de la pression artérielle systolique d'au moins 20 mmHg lors du passage de la position allongée à la position debout et se traduit par une sensation de malaise.
Cette chute de la pression artérielle résulte d'un défaut d'adaptation posturale de la pression artérielle lors du passage en position debout, défaut d'adaptation qui entraîne une ischémie cérébrale.
Cela peut aller du simple malaise à la syncope (perte de conscience), de quelques secondes à quelques minutes. Sa recherche fait partie du bilan de toute syncope ou malaise.

## Physiopathologie
Le passage en position debout entraîne une redistribution de l'ordre de 500 ml de sang de la partie supérieure du corps vers les membres inférieurs.
Dans des conditions normales, un système de régulation (mécanismes neuro-hormonaux et réflexes cardio-vasculaires) permet de prévenir la chute brutale de pression artérielle qui pourrait résulter du passage à la station debout. Ce système agit notamment sur les résistances vasculaires (vasoconstriction) et fait  augmenter la fréquence cardiaque. La contraction musculaire des jambes, comprimant le réseau veineux, contribue également à minimiser la chute tensionnelle.
Les sujets présentant un défaut de ce système de régulation ne sont pas capables de moduler les résistances vasculaires lors du passage en station debout et ont ainsi un pool sanguin veineux important.
La pression artérielle est basse. La perfusion globale de la partie supérieure du corps, notamment du cerveau, en est diminuée, ce qui entraîne le malaise.
Une réaction vagale disproportionnée peut également provoquer un malaise, voire une perte de connaissance brève par ralentissement de la fréquence cardiaque (bradycardie) et une chute de la pression artérielle par vasodilatation. On parle alors de malaise vagal.

## Épidémiologie
Ce symptôme est très fréquent et sa prévalence augmente avec l'âge. Elle dépasse 15 % chez les personnes de plus de 65 ans. Elle peut dépasser 60 % chez les patients hospitalisés dans les services de gériatrie. Elle est présente chez plus d'un quart des diabétiques de type 2.
Elle semblerait augmenter le risque de survenue de maladies cardio-vasculaires et de mortalité chez les personnes d'âge intermédiaire.

## Symptômes
Le diagnostic est évoqué devant les circonstances d'un malaise : le sujet peut ressentir, après le lever, une sensation de faiblesse, des céphalées (maux de tête), un flou visuel (pouvant aller jusqu'à la perte totale de la vision), des vertiges, un trouble ou une perte de l'équilibre de courte durée, parfois une lipothymie, voire plus rarement, une syncope. Ces symptômes sont favorisées par une atmosphère chaude ou par une position assise ou allongée prolongée.
À noter que les symptômes peuvent survenir parfois longtemps après le lever (en raison d'un remplissage veineux progressif, lors du pic d'activité d'un médicament).

## Diagnostic
La recherche d'une hypotension orthostatique se fait en mesurant la pression artérielle et le pouls dans les conditions suivantes :
- au repos,
- puis, après un lever rapide (immédiatement, à 1 puis à 3 minutes[8]).

Le diagnostic est positif si :
- la pression artérielle systolique chute de plus de 20 mmHg dans les 3 minutes suivant le lever (qu'il y ait ou non des signes cliniques),
- la pression artérielle diastolique chute de plus de 10 mmHg dans les 3 minutes suivant le lever (qu'il y ait ou non des signes cliniques).

Une mesure de la fréquence cardiaque doit être faite pour aider à déterminer la cause. La survenue d'une bradycardie est en faveur d'une origine vagale. Une accélération notable de la fréquence cardiaque sans baisse tensionnelle peut être en rapport avec un syndrome de tachycardie orthostatique posturale.
La recherche d'une hypotension orthostatique négative selon cette méthode, également appelée test de Schellong, ne permet cependant pas d'éliminer formellement le diagnostic. Il existe, par exemple, des formes retardées (survenant entre 3 et 10 min après le lever), évoluant souvent en une hypotension orthostatique « standard » (c'est-à-dire, survenant avant la troisième minute du lever).
Le test de Schellong se déroule selon plusieurs prises de la TA et du pouls :
- première tension et pulsations : Le patient est au repos et allongé depuis minimum 5 minutes ;
- deuxième tension et pulsations : Le patient se tient debout depuis 0 min (T0') ;
- troisième tension et pulsations : Le patient se tient debout depuis 1 min (T1') ;
- quatrième tension et pulsations : Le patient se tient debout depuis 3 min (T3') ;
- cinquième tension et pulsations : Le patient se tient debout depuis 5 min (T5') ;
- sixième tension et pulsations : Le patient se tient debout depuis 10 min (T10').

## Examens complémentaires
Un électrocardiogramme est systématiquement réalisé à la recherche d'une autre cause de malaise (trouble du rythme cardiaque ou de la conduction, de la repolarisation).
Il est possible de réaliser un Tilt-Test ou test d'inclinaison passive. Son intérêt essentiel est la durée de la surveillance tensionnelle après lever, ce qui permet de dépister des hypotensions orthostatiques retardées.
Lors d'une dystonie neurovégétative, la manœuvre de Valsalva peut provoquer une réponse cardiaque et tensionnelle anormale.
Le monitoring ambulatoire de la pression artérielle (MAPA) ne permet guère de faire un diagnostic direct, toutefois l'absence de baisse nocturne de la pression artérielle est corrélé avec la présence d'une hypotension orthostatique, probablement témoignant d'une dystonie neurovégétative.
La biologie permet d'orienter vers certaines causes : anémie, déshydratation, maladie d'Addison en cas d'hyponatrémie et d'hyperkaliémie. Un diabète doit être systématiquement recherché.

## Causes
Plus du tiers des hypotensions orthostatiques n'ont pas de cause retrouvée. Les médicaments représentent l'essentiel des causes.
Il existe une participation génétique. Ainsi des mutations sur GNAS1 (sous unité alpha de la protéine G, GNB3 (sous unité β3 de la protéine G), PDX1 (Insulin promoter factor 1) et NEDD4L (neural precursor cell expressed, developmentally down-regulated 4-like) favorisent les hypotensions orthostatiques.

### Altération dusystème nerveux autonome(origine asympathicotonique)
On parle alors de dystonie neurovégétative ou dysautonomie qui sont rares.
Les causes en sont multiples :
- neuropathies périphériques secondaires à : diabète[18], amylose, insuffisance rénale[19], anémie pernicieuse (maladie de Biermer), alcoolisme, syndrome paranéoplasique,
- atteintes du système nerveux central : maladie de Parkinson et syndromes parkinsoniens (où la prévalence de l'hypotension orthostatique dépasse les 50 %[20]), maladie de Lyme, hydrocéphalie, démences sous-corticales, encéphalopathie de Wernicke, syndrome de Shy-Dragger, syndrome de POTS,
- déficit en dopamine bêta-hydroxylase, maladie génétique très rare.

### Origine sympathicotonique
- hypovolémie par déshydratation (quelle qu'en soit l'origine : défaut d'hydratation, diurétiques, anorexie mentale, alcoolisation par son effet déshydratant, hémorragie, alitement prolongé, post-partum…)
- présence de varices des membres inférieurs,
- position debout prolongée (dans un endroit chaud par exemple)
- insuffisance cardiaque,
- troubles du rythme cardiaque (fibrillation atriale),
- origine iatrogène : neuroleptiques, antidépresseurs (IMAO, anti-dépresseurs tricycliques), hypnotiques, anti-hypertenseurs, dérivés nitrés, anti-parkinsoniens, le THC (tétrahydrocannabinol ) retrouvé dans le cannabis peut produire une hypotension orthostatique dans certaines occasions
- maladies endocriniennes : hypothyroïdie, insuffisance surrénalienne, phéochromocytome.

## Pronostic
Elle tend à s'aggraver avec le temps, surtout en cas de maladie neurologique dégénérative.
La présence d'une hypotension orthostatique est corrélée avec un risque plus important de mortalité et de survenue de maladies cardiaques.

## Prise en charge
Elle inclut toujours le traitement de la cause, notamment la diminution ou l'arrêt des traitements anti-hypertenseurs lorsque cela est possible.

## Mesures hygiéno-diététiques
Dans tous les cas, un lever progressif est conseillé, avec passage par la position assise. Le patient doit tenir compte des signes avant-coureurs et agir en conséquence (se rasseoir ou se rallonger rapidement). Une contraction musculaire des cuisses (« serrer les jambes ») peut atténuer les symptômes.
Relever la tête du lit d'une dizaine de degrés permettrait de diminuer la diurèse nocturne et l'hypovolémie conséquente.
L'adoption d'un régime plus salé qu'à l'ordinaire (une valeur suggérée est de 10 g par jour) ou la diminution d'un régime alimentaire désodé (sans sel alimentaire) peuvent être conseillées. Une bonne hydratation est nécessaire. Des repas plus légers répartis dans la journée peuvent aider, la digestion baissant la pression artérielle après de grands repas.
La contention élastique des membres inférieurs (bas de contention, à mettre avant le lever, a une certaine efficacité, notamment chez la personne âgée. Elle doit être haute (et ne pas concerner que les mollets), éventuellement associée à une contention abdominale.

### Traitement médicamenteux
Il existe des traitements médicamenteux, réservés aux cas graves :
- fludrocortisone[25], un corticoïde ;
- la midodrine (principalement dans les dysautonomies)[26] ;
- la dihydroergotamine, un dérivé de l'ergot de seigle ;
- anti-inflammatoires non stéroïdiens ;
- le bromure de pyridostigmine a également été proposé ;
- La droxydropa, qui se transforme en noradrénaline une fois métabolisée, a une certaine efficacité[27].

Seuls la midodrine et la droxydopa ont fait preuve d'efficacité lors d'études randomisées en double aveugle, les autres médicaments étant essentiellement empiriques.